# Царска заръка
„Царска заръка“ е роман от писателя Николай Теллалов и е непосредствено продължение на пилотната Да пробудиш драконче, сложила началото на поредицата за змейовете и хората.
През 2001 г. романът „Царска заръка“ печели I място в класацията „Фантастична книга на годината“ на списанието за български фендъм „Тера фантастика“.
В изданието на ИК „Квазар“ от 2001 г., редакторът Николай Светлев, пише в послеслов към романа:
| „ | Само искам да подчертая, че Теллалов е израснал невероятно във вътрешното си усещане към словото и при редакторската работа над текста нямахме особени баталии. Смесването на реалността с приказното, възможността за преобръщане на историята в немислими и алтернативни варианти, задъханото на места до лудост действие – всичко това подсказва необузданата дарба на Николай не само да изразява това, което кипи в него, но и да омагьосва читателите си... | “ |

 Внимание:  Текстът по-долу разкрива сюжета на произведението (или части от него)!
В „Царска заръка“ приключението, започнато в „Да пробудиш драконче“ продължава.
Змейската щерка Верена се оказва най-търсената личност от десет века насам. Царски джамач иска да я представи на Симеон I.
Секретните служби на няколко държави също се интересуват от тайнственото момиче без документи и без официално регистрирано минало...
Късметът да познаваш жива змеица се оказва източник на неприятности за приятелите на Радослав...
...който също е изчезнал на път към Долната Земя на своята любима.
Всеки има собствена царска заръка – да осъществи съдбата си.